# Ixamatus varius
Espèce
Synonymes
- Ixalus varius L. Koch, 1873

Ixamatus varius est une espèce d'araignées mygalomorphes de la famille des Microstigmatidae.

## Distribution
Cette espèce est endémique du Queensland en Australie. Elle se rencontre dans les monts Clarke,.

## Publication originale
- L. Koch, 1873 : Die Arachniden Australiens. Nürnberg, vol. 1, p. 369-472 (texte intégral).